# Josef Eisenmeyer
Josef Damian Eisenmeyer (20. prosince 1871 Všeruby u Plzně – 24. května 1926 Praha) byl česko-německý filozof, psycholog, vysokoškolský pedagog, filolog a spisovatel.

## Život
Narodil se v obci (pozdější město) Všeruby u Plzně v západních Čechách do rodiny Josefa Eisenmeiera a Anny roz. Slavíkové. Po absolvování středního vzdělání nastoupil na Filozofickou fakultu Karlo-Ferdinandovy univerzity v Praze, germanistiku, matematiku, fyziku a filozofii, poslední jmenovaný obor u švýcarského pedagoga Antona Martyho. Po absolutoriu roku 1898 nastoupil do Univerzitní knihovny v Praze, kde do 1920 pracoval jako knihovník. V dalším studiu se zabýval psychologií: 1905 se habilitoval spisem Untersuchungen zur Helligkeitsfrage z filozoficky pojaté psychologie, 1922 se stal mimořádným a 1926 řádným profesorem filozofie a psychologie na pražské německé části Karlo-Ferdinandovy univerzity.
Byl členem německého filozofického kroužku Berty Fantové, vyznávající učení rakouského filozofa Franze Brentana, který se roku 1902 pravidelně scházel v pražské kavárně Louvre na Ferdinandově třídě (později Národní tř.). Členy tohoto spolku byli mj. také Max Brod, Franz Kafka, Alfred Kastil, Oskar Kraus a další českoněmečtí intelektuálové.
Josef Eisenmeyer zemřel 24. května 1926 v Praze. Pohřben byl na hřbitově Malvazinky.

## Dílo
Navazoval na učení Ernsta Macha o smyslovosti a především na psychologické konsekvence Martyho filozofie jazyka. Psychologii ztotožňoval s noetikou a ukazoval jednak vztahy jazyka k psychickým útvarům, jednak vazby psychologie jako nauky o lidském myšlení k ostatnímu empirickému poznání. Ve výzkumu obsahu a hranic vědomí se dostával do jisté souvislosti s Husserlovou fenomenologií. Patřil k představitelům druhé generace tzv. pražských brentanovců (žáků F. Brentana). K českému prostředí zachovával vazby přátelské tolerance, jako stoupenec darwinismu a mendelismu především k Emanuelu Rádlovi a jeho žákům, např. B. Seklovi.